# ألان براون (لاعب كرة قدم مواليد 1959)
ألان براون (بالإنجليزية: Alan Brown)‏ هو لاعب كرة قدم بريطاني في مركز الهجوم، ولد في 22 مايو 1959 في Easington, County Durham ‏ في المملكة المتحدة. لعب مع نيوكاسل يونايتد.